# Ente
O particípio presente do verbo grego on, corresponde ao termo latino ens, traduzido por ente, na língua portuguesa. Nas demais línguas neolatinas, como o italiano, a etimologia entre os dois termos foi mantida ao longo dos séculos (italiano: ente e essere), enquanto em outras, como o inglês ou francês, utiliza-se um só verbo para ambas as palavras, o que, nos últimos decênios, foi alterado, com a introdução de neologismos - como por exemplo "étant" e "essente", no francês -, principalmente devido às noções de Martin Heidegger na filosofia.
A distinção entre Ser e Ente, contudo, para a maioria dos filósofos, sempre foi de extrema dificuldade, sobretudo quando se situa o problema para além da análise linguística. Pode-se dizer que, em sua acepção mais radical, ente é Tudo aquilo que existe, uma vez que o método clássico de definição por gênero próximo e diferença específica é inaplicável ao ente, que é a mais universal de todas as noções, mormente, tudo que existe pode ser categorizado como "ente", inclusive figuras abstratas como as virtudes, os sentimentos, e os números, ou ainda noções coletivas, como Estado, Sociedade etc. (Entes de razão). Em sentido ainda mais acurado, em contraposição ao Ser, o ente pode ser descrito como o ser determinado, uma vez que a filosofia clássica situa as determinações (ou acidentes) como não apenas aquilo que constitui uma, ou várias, propriedades ou atributos do sujeito (mesmo que não lhe sejam essenciais), mas também como Limitação, cuja existência só pode ser definida em função de outro ser (nesta caso, a substância). Neste aspecto, as categorias são atributos, ou acidentes, do ente substancial, e o ente é definido como "Ser determinado", uma vez que não pode possuir todos os acidentes da mesma forma e ao mesmo tempo.
Inúmeros filósofos atuais insistem na necessidade da diferença entre "Ser" e "Ente", dentre eles Heidegger, que mais recentemente destacou as diferenças entre a problemática do ente (ôntico) e a problemática do ser (ontológica), justificando ainda que a ontologia clássica não é aplicável ao ser, uma vez que o ser ("Sein") é prévio aos entes ("Seienden"). Assim, apenas a análise existencial do ente, que pergunta pelo Ser-aí (o Dasein) pode realmente compreender, em seu âmago, o sentido do ser.
Contrariamente à visão de Heidegger, Nicolai Hartmann vai na via inversa, e assegura que "O ser e o ente se distinguem da mesma maneira que se distinguem a verdade e o verdadeiro, a realidade do real". O ens, no sentido da ontologia tradicional, é o objeto da metafísica, enquanto o ser é objeto da ontologia, sendo certo que "é praticamente impossível referir-se ao ser sem investigar o ente", embora ambos sejam distintos mentalmente.